# Folículo (fruto)

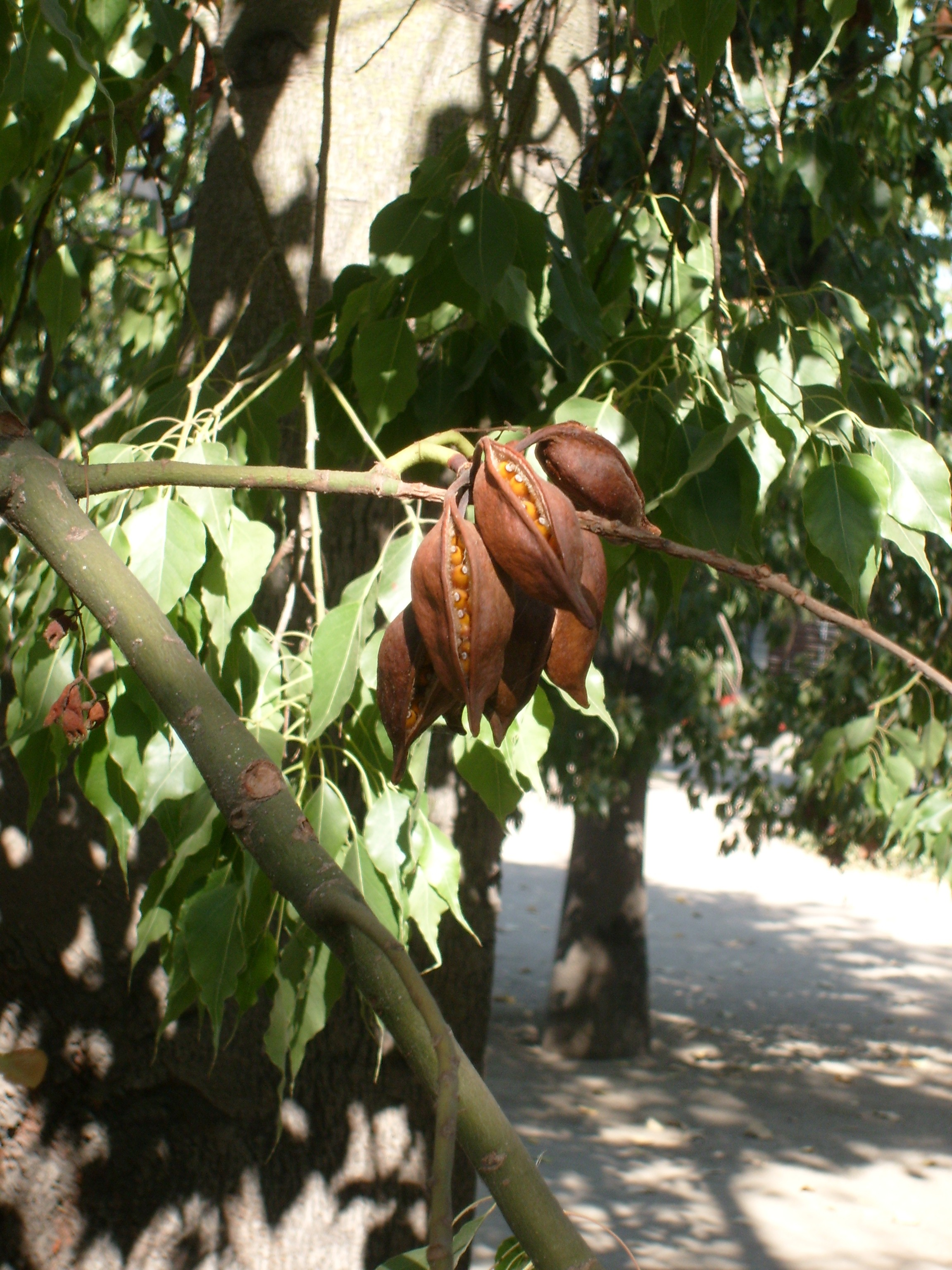
Brachychiton sp.

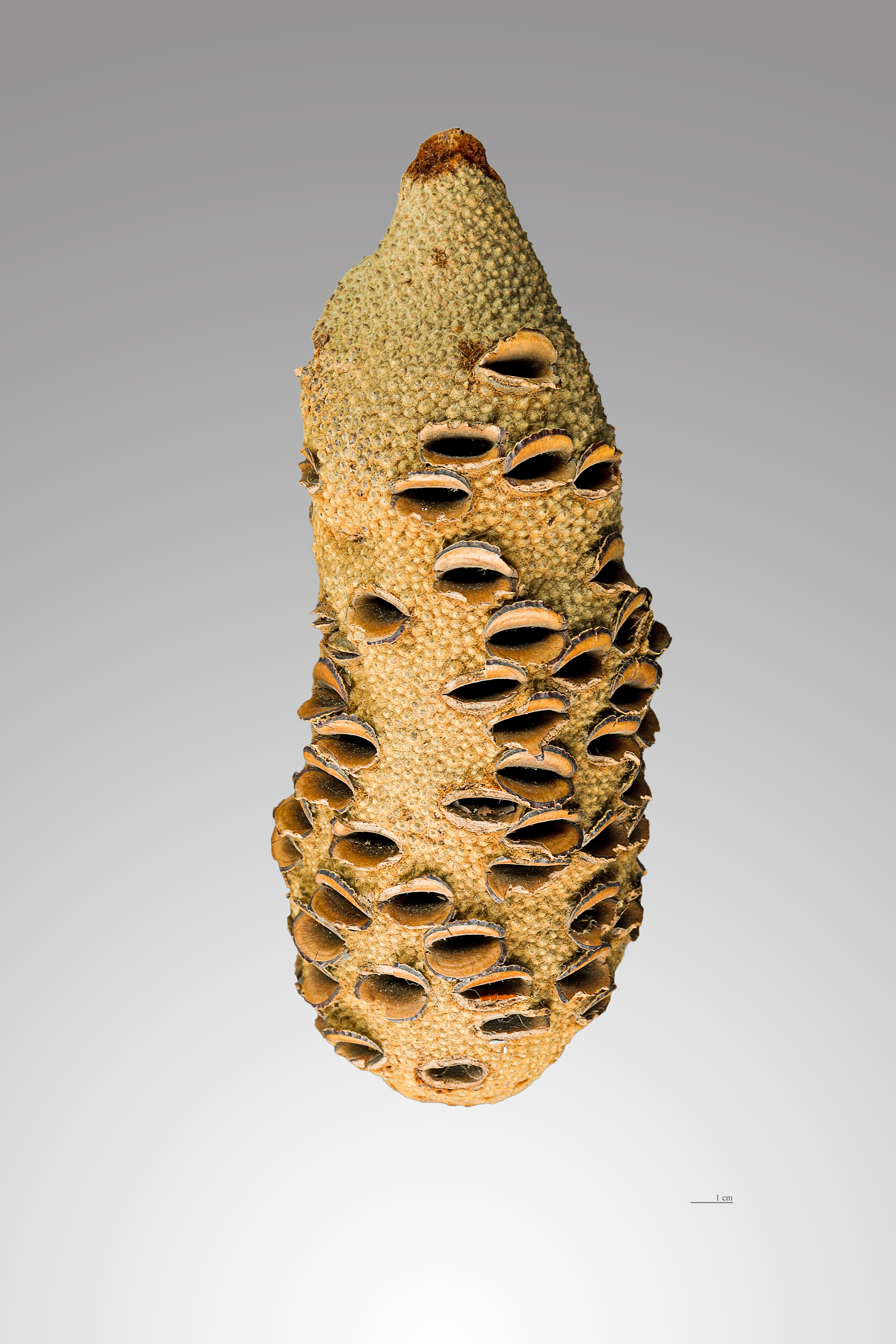
Folículo (Banksia grandis) - MHNT

Folículo é um tipo de fruto seco, deiscente, com apenas uma folha carpelar que se abre em apenas um lado. É o modelo mais simples de fruto, e possivelmente o mais primitivo. Os fósseis de Angiospermas mais antigos em conhecimento apresentavam frutos deste tipo.
Folículos são encontrados em famílias como Magnoliaceae (cujo fruto é composto de diversos folículos separados), Proteaceae e Malvaceae Sterculioideae.